# Elephant & Castle (Metropolitano de Londres)
Elephant & Castle é uma estação do Metropolitano de Londres no Borough londrino de Southwark no Sul de Londres. Fica no ramal Bank da Northern line entre as estações Kennington e Borough, e é o terminal sul da linha Bakerloo, sendo a próxima estação Lambeth North. A estação está nas Zonas 1 e 2 do Travelcard.

## História
Entre 1883 e 1886, uma rota foi planejada pela City and South London Railway (C&SLR), então conhecida como City of London & Southwark Subway (CL&SS), da King William Street via Elephant & Castle para Stockwell e Clapham Common.
Em novembro de 1891, um projeto de lei privado foi apresentado ao Parlamento para a construção da Baker Street and Waterloo Railway (BS&WR). A ferrovia foi planejada para funcionar inteiramente subterrânea a partir de Marylebone para Elephant & Castle via Baker Street e Waterloo e foi aprovado em 1900.